# Ernst Wrba
Ernst Wrba (* 1956 in Österreich) ist ein in Deutschland lebender österreichischer Diplom-Fotodesigner und Autor.

## Leben und Wirken
Ernst Wrba studierte 1977 bis 1983 Fotodesign in Darmstadt und Offenbach und schloss sein Studium 1983 als Diplom Fotodesigner ab. Er ist seit 1983 als freier Fotograf im Bereich Werbung, Industrie, Architektur und Tourismus tätig. Sein Bildarchiv mit 200.000 digitalen und analogen Fotos aus über 20 Ländern ist spezialisiert auf Reisethemen. Bevorzugt macht er sich zur blauen Stunde auf die Jagd nach schönen Fotomotiven. Bei Auftragsproduktionen erweist sich seine langjährige Erfahrung als entscheidender Vorteil, wenn es darum geht, die jeweiligen Aufgabenstellungen schnell, zuverlässig und ansprechend umzusetzen. Er veröffentlichte zahlreiche Reiseführer und Kalender sowie über 60 Bildbände.
Er lebt und arbeitet seit 2005 in Wiesbaden.

## Arbeitsweise
Für seine Bildbände über Dresden, Frankfurt und Wiesbaden erstellte er zuerst ein Archiv aus historischen Postkarten, die er sich meist über Ebay ersteigert hatte, und bemühte sich dann, exakt den gleichen Blickwinkel wiederzufinden und Fotos aus der gleichen Perspektive mit der gleichen Brennweite aufzunehmen. Bei der Porträtfotografie gelingt es ihm ohne großen Zeitaufwand, die Dargestellten im entscheidenden Augenblick zu einem Lächeln oder entspannten Gesichtsausdruck zu bringen.

## Veröffentlichungen (Auswahl)
- Ernst Wrba und Peter Sahla: Schottland. Bruckmann Verlag, Februar 2007.
- Ernst Wrba: Bildschönes Weltkulturerbe Deutschland. Bruckmann Verlag, April 2009.
- Sebastian Wagner, Tina und Horst Herzig, Karl-Heinz Raach, Martin Siepmann und Ernst Wrba: Deutschland. Ein Premium-Bildband in stabilem Schmuckschuber mit 224 Seiten und über 350 Abbildungen. Stürtz Verlag.